# Punt (teken)
Een punt wordt in de taal onder meer gebruikt als leesteken en in de wiskunde en de informatica als symbool voor verschillende doeleinden.

## Taal
In de taal plaatst men een punt aan het einde van een zin om duidelijk te maken dat de zin is afgelopen. Bij een punt is het gebruikelijk om even te wachten alvorens de volgende zin te lezen. De punt aan het einde van de zin wordt gevolgd door een spatie als daarna een volgende nieuwe zin begint. De punt gevolgd door de spatie vormen dus het scheidingsteken tussen zinnen.
Zonder punten en hoofdletters (aan het begin van een zin) wordt een tekst moeilijk leesbaar:
op een zonnige zomerdag kocht een man uit Egypte een kameel de kameel had twee grote bulten op zijn rug en vier poten een groot huis, twee vrouwen, een mooie auto en een hotel waren het eigendom van de man uit Egypte in Nederland regent het weleens, maar in de woestijn is het heel droog
Met punten en hoofdletters ziet de tekst er als volgt uit:
Op een zonnige zomerdag kocht een man uit Egypte een kameel. De kameel had twee grote bulten op zijn rug en vier poten. Een groot huis, twee vrouwen, een mooie auto en een hotel waren het eigendom van de man uit Egypte. In Nederland regent het weleens, maar in de woestijn is het heel droog.
Een of meer punten worden ook gebruikt in afkortingen (d.w.z.; a.h.w.; bv.) of om het eind van een afkorting te markeren (ds., mr., drs.). Na een punt in een afkorting komt geen extra punt om het einde van de zin aan te duiden.
Aan het eind van een titel (niet persoonsaanduidend bedoeld, dus van een artikel, hoofdstuk, paragraaf, etc.) of tussenkopje staat nooit een einderegelpunt, ook niet als het om een zin gaat.
De kleine letters i en j, en ook de combinatie ij zijn voorzien van een punt. Op de hoofdletter I ontbreekt de punt vaak, evenals bij de J en de IJ. 
In het Turks kan de woordbetekenis veranderen door het al dan niet gebruiken van de punt op de i.

## Getalnotatie
In het Nederlands kan bij grote getallen een punt gebruikt om elk drietal van cijfers van elkaar te scheiden. Bijvoorbeeld:
1.000.000
19.234,56
Bij een getal met vier cijfers voor de komma is het niet nodig om een punt te plaatsen:
1234,56
In getallenkolommen of in andere getallenreeksen waarin elk getal dezelfde opmaak moet krijgen, is het echter wel gebruikelijk om getallen met vier cijfers voor de komma een punt te geven.
In plaats van een punt kan ook een spatie gebruikt worden. Dit heeft het voordeel dat er geen verwarring kan ontstaan met de Engelstalige notatie, maar heeft het nadeel dat het getal bij de spatie over twee regels gesplitst kan worden als er geen harde spatie wordt gebruikt:
1 000 000
19 234,56
In de Engelstalige notatie wordt de punt juist gebruikt als decimaalteken en schrijft men een komma (of spatie) om een drietal cijfers van elkaar te scheiden:
1,234.56
1 234.56

## Wiskunde
In de wiskunde wordt de punt gebruikt
- als vermenigvuldigingsteken: {\displaystyle a\cdot b=a\times b}
- als symbool voor het inwendig product: {\displaystyle x\cdot y=\langle x,y\rangle }
- voor de afgeleide naar de tijd: {\displaystyle {\dot {x}}=dx/dt}
- om een voortzetting aan te geven: {\displaystyle a_{1},a_{2},\ldots ,a_{n}}

## Informatica
In de informatica wordt de punt vaak gebruikt om verschillende niveaus in een hiërarchische structuur van elkaar te scheiden, zoals in domeinnamen, bijvoorbeeld: nl.wikipedia.org.
Bij bestandsnamen wordt de punt gebruikt om de naam van het bestand te scheiden van de bestandsextensie. Zo bestaat de bestandsnaam voorbeeld.txt uit de naam voorbeeld en de extensie txt. Op UNIX-achtige besturingssystemen heeft de punt bovendien een extra functie: als ze aan het begin van een bestandsnaam wordt geplaatst, wordt het bestand een zogenaamd verborgen bestand.